# Прямоугольный треугольник

Прямоугольный треугольник

Прямоуго́льный треуго́льник — это треугольник, в котором один угол прямой (то есть 90 градусов).
Соотношения между сторонами и углами прямоугольного треугольника лежат в основе тригонометрии.

## Связанные определения
- Сторона, противоположная прямому углу, называется гипотенузой (сторона c на рисунке выше).
- Стороны, прилегающие к прямому углу, называются катетами. Сторона a может быть идентифицирована как прилежащая к углу В и противолежащая углу A, а сторона b — как прилежащая к углу A и противолежащая углу В.

## Типы прямоугольных треугольников
- Если катеты равны, то треугольник называется равнобедренным прямоугольным треугольником.
- Если длины всех трёх сторон прямоугольного треугольника являются натуральными числами, то треугольник называется пифагоровым треугольником, а длины его сторон образуют так называемую пифагорову тройку.

## Признаки равенства прямоугольных треугольников
- По двум катетам: если катеты одного прямоугольного треугольника соответственно равны катетам другого прямоугольного треугольника, то такие треугольники равны.
Этот признак немедленно следует из первого признака равенства треугольников, так как у двух треугольников будут равны по два катета и прямой угол.

- По катету и прилежащему острому углу: если катет и прилежащий к нему острый угол одного прямоугольного треугольника соответственно равны катету и прилежащему к нему острому углу другого прямоугольного треугольника, то такие треугольники равны
Этот признак немедленно следует из второго признака равенства треугольников, так как у двух треугольников будут равен один катет, прилежащий к нему угол и прямой угол.

- По гипотенузе и острому углу: если гипотенуза и острый угол одного прямоугольного треугольника соответственно равны гипотенузе и острому углу другого прямоугольного треугольника, то такие треугольники равны.
Этот признак следует из второго признака равенства треугольников, так как вторые острые углы будут равны по теореме о сумме углов треугольника и у треугольников будут равны гипотенузы и два прилежащих к ней угла.

- По гипотенузе и катету: если гипотенуза и катет одного прямоугольного треугольника соответственно равны гипотенузе и катету другого прямоугольного треугольника, то такие треугольники равны.
Этот признак докажем так. Наложим два треугольника друг на друга так, чтобы получить равнобедренный треугольник, то есть совместим их равными катетами так, чтобы углы, лежащие при этих катетах, лежали в разных плоскостях. Так как гипотенузы равны, получившийся треугольник — равнобедренный, тогда углы при основании равны. Тогда два прямоугольных треугольника будут равны по гипотенузе и острому углу.

- По катету и противолежащему острому углу: если катет и противолежащий острый угол одного прямоугольного треугольника соответственно равны катету и острому углу другого прямоугольного треугольника, то такие треугольники равны.
Этот признак доказывается так: если один из острых углов первого треугольника равен острому углу второго треугольника, то второй острый угол будет известен по теореме о сумме углов треугольника. Так как второй острый угол прилегает к катету, то далее равенство треугольников будет доказываться по предыдущей теореме.

## Свойства
Далее предполагаем, что {\displaystyle a} и {\displaystyle b} длины катетов, а {\displaystyle c} длина гипотенузы
- (Теорема Пифагора)
{\displaystyle c^{2}=a^{2}+b^{2}}

- Площадь прямоугольного треугольника равна половине произведения двух его катетов. То есть,
{\displaystyle S={\tfrac {1}{2}}ab.}

- Для медиан {\displaystyle m_{a}}, {\displaystyle m_{b}} и {\displaystyle m_{c}} выполняется следующее соотношение:
{\displaystyle m_{a}^{2}+m_{b}^{2}=5m_{c}^{2}={\dfrac {5}{4}}c^{2}.}
  - В частности, медиана, падающая на гипотенузу, равна половине гипотенузы.

### Высота

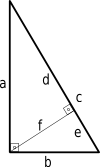
Высота прямоугольного треугольника.

Если высота проведена к гипотенузе, то треугольник делится на два меньших треугольника, подобных исходному и подобных друг другу. Из этого следует, что в обозначениях, показанных на диаграмме:
- Высота есть среднее геометрическое (среднее пропорциональное) двух образованных ею сегментов гипотенузы, то есть

{\displaystyle \displaystyle f^{2}=de,} (иногда это называют теоремой высоты прямоугольного треугольника)
- Каждый катет треугольника есть среднее геометрическое гипотенузы и проекции катета на гипотенузу, то есть

{\displaystyle \displaystyle b^{2}=ce,}
{\displaystyle \displaystyle a^{2}=cd}
- В прямоугольном треугольнике высота, опущенная из вершины прямого угла на гипотенузу, делит гипотенузу в таком отношении, в каком находятся квадраты прилежащих катетов, то есть

{\displaystyle \displaystyle d:e=a^{2}:b^{2},}
Кроме того, высота, опущенная на гипотенузу, связана с катетами прямоугольного треугольника соотношением:
{\displaystyle {\dfrac {1}{a^{2}}}+{\frac {1}{b^{2}}}={\dfrac {1}{f^{2}}}.}
и
{\displaystyle f={\dfrac {ab}{c}}.}
Также если прямоугольный треугольник является равнобедренным, то высота, опущенная на гипотенузу будет равна:
{\displaystyle f=r\delta _{S}\ =r(1+{\sqrt {2}})}, где {\displaystyle r} — это радиус вписанной окружности, а {\displaystyle \delta _{S}} — серебряное сечение.

### Характеристики
Треугольник {\displaystyle ABC} со сторонами {\displaystyle a}, {\displaystyle b}, {\displaystyle c} (где {\displaystyle c} — самая длинная сторона), с описанной окружностью радиуса {\displaystyle R} является прямоугольным треугольником тогда и только тогда, когда верно любое из следующих соотношений:
- {\displaystyle c=2R}, то есть одна из сторон является диаметром описанной окружности,
- {\displaystyle \sin ^{2}{A}+\sin ^{2}{B}+\sin ^{2}{C}=2},
- {\displaystyle \cos ^{2}{A}+\cos ^{2}{B}+\cos ^{2}{C}=1},
- {\displaystyle a^{2}+b^{2}+c^{2}=8R^{2}},
- {\displaystyle a^{2}+b^{2}=c^{2}} (обратная теорема Пифагора),
- {\displaystyle a+b=2\left(R+r\right)}, то есть сумма двух сторон равна удвоенной сумме радиусов описанной и вписанной окружностей,
- описанная окружность является касательной к окружности девяти точек.

### Тригонометрические соотношения
Тригонометрические функции для острых углов можно определить как отношения сторон прямоугольного треугольника. Для любого данного угла можно построить прямоугольный треугольник, содержащий такой угол, и со сторонами: противолежащим катетом, прилежащим катетом и гипотенузой, связанными с этим углом определёнными выше соотношениями. Эти отношения сторон не зависят от конкретного выбранного прямоугольного треугольника, а зависят только от заданного угла, так как все треугольники, построенные таким образом, являются подобными. Если для заданного угла α, противолежащий катет, прилежащий катет и гипотенузу обозначить a, b и c соответственно, то тригонометрические функции имеют вид:
{\displaystyle \sin \alpha ={\frac {a}{c}},\,\cos \alpha ={\frac {b}{c}},\,\operatorname {tg} \alpha ={\frac {a}{b}},\,\operatorname {ctg} \alpha ={\frac {b}{a}},\sec \alpha ={\frac {c}{b}},\,\,\csc \alpha ={\frac {c}{a}}.}
И таким образом:
- Катет, противолежащий углу, равен произведению гипотенузы на синус этого угла

{\displaystyle a=c\cdot \sin \alpha ,\,b=c\cdot \sin \beta .}
- Катет, прилежащий углу, равен произведению гипотенузы на косинус этого угла

{\displaystyle a=c\cdot \cos \beta ,\,b=c\cdot \cos \alpha .}
- Катет, противолежащий углу, равен произведению второго катета на тангенс угла

{\displaystyle a=b\cdot \operatorname {tg} \alpha ,\,b=a\cdot \operatorname {tg} \beta .}
- Катет, прилежащий углу, равен произведению второго катета на котангенс угла

{\displaystyle a=b\cdot \operatorname {ctg} \beta ,\,b=a\cdot \operatorname {ctg} \alpha .}
- Гипотенуза равна отношению катета к синусу противолежащего угла, и/или частному отношению катета и косинуса прилежащего угла (угла между ними)

{\displaystyle c={\frac {a}{\sin \alpha }}={\frac {b}{\sin \beta }}={\frac {a}{\cos \beta }}={\frac {b}{\cos \alpha }}.}

### Специальные прямоугольные треугольники
Значения тригонометрических функций можно точно оценить для определённых углов, используя прямоугольные треугольники с особыми значениями углов. К таким треугольникам относятся треугольник 30-60-90, который можно использовать для оценки тригонометрических функций для любых значений, кратных π/6, и треугольник 45-45-90 (равнобедренный прямоугольный), который можно использовать для оценки тригонометрических функций для значений, кратных π/4.
В частности,
- Катет, лежащий против острого угла в 30° (и соответственно, прилежащий к углу в 60°), равен половине гипотенузы.

### Теорема Фалеса

Медиана прямого угла треугольника

Теорема Фалеса утверждает, что если какая-нибудь точка A лежит на окружности диаметра BC (за исключением самих точек B и C), то △ABC представляет собой прямоугольный треугольник с прямым углом A. Обратное утверждение таково: если прямоугольный треугольник вписан в окружность, то гипотенуза будет её диаметром. Следствием является то, что длина гипотенузы равна удвоенному расстоянию от вершины прямого угла до середины гипотенузы. Верно также, что центр окружности, описывающей прямоугольный треугольник, является серединой гипотенузы, а её радиус равен половине длины гипотенузы.

### Другие свойства
Радиус вписанной окружности в прямоугольный треугольник с катетами a и b и гипотенузой c равен:
{\displaystyle r={\frac {a+b-c}{2}}={\frac {ab}{a+b+c}}.}
Если отрезки длиной p и q, исходящие из вершины C, делят гипотенузу на три равных отрезка длины c/3, то::pp. 216-217
{\displaystyle p^{2}+q^{2}=5\left({\frac {c}{3}}\right)^{2}.}
Прямоугольный треугольник является единственным треугольником с двумя, а не тремя, отличными друг от друга вписанными квадратами.
Пусть h и s (h>s) являются сторонами двух квадратов, вписанных в прямоугольный треугольник с гипотенузой c. Тогда:
{\displaystyle {\frac {1}{c^{2}}}+{\frac {1}{h^{2}}}={\frac {1}{s^{2}}}.}
Периметр прямоугольного треугольника равен сумме двух радиусов вписанной и четырёх описанных окружностей:
{\displaystyle P=2r+4R}
Если заданы S и r, то стороны треугольника находятся по формулам:
{\displaystyle a={\frac {1}{2}}\left(r+{\frac {S}{r}}-{\sqrt {r^{2}-6S+{\frac {S^{2}}{r^{2}}}}}\right)}
{\displaystyle b={\frac {1}{2}}\left(r+{\frac {S}{r}}+{\sqrt {r^{2}-6S+{\frac {S^{2}}{r^{2}}}}}\right)}
{\displaystyle c={\frac {S}{r}}-r}
Ещё важное соотношение:
{\displaystyle a={\frac {l_{b}}{4c}}\,\left({l_{b}+{\sqrt {8\,c^{2}+l_{b}^{2}}}}\right)\,\,\,} , где {\displaystyle l_{b}\,} - длина биссектрисы, исходящей из острого угла B, с - гипотенуза.
Во всех прямоугольных треугольниках медиана, опущенная на гипотенузу, равна половине гипотенузы.
Окружность девяти точек касается описанной окружности того же треугольника в единственном случае, если треугольник прямоугольный. При этом касание двух окружностей идёт в вершине прямого угла треугольника.

### Вариации и обобщение
- Четырёхугольники с перпендикулярными парами элементов: с 2 перпендикулярными сторонами и с 2 перпендикулярными диагоналями,- вырождаются в прямоугольный треугольник, если длина одной нужной стороны (из их 4 сторон), лежащей вблизи прямого угла или же опирающейся концами на этот угол, стремится к нулю.

- Если в прямоугольном треугольнике провести отрезок, параллельный его гипотенузе, то он разрежет этот треугольник на подобный ему же прямоугольный треугольник и трапецию. При этом сумма углов при одном из оснований трапеции будет равна 90°, а продолжения боковых сторон трапеции пересекутся под прямым углом. Тогда отрезок, соединяющий середины оснований указанной трапеции, равен полуразности оснований. Данное утверждение обобщает свойство: медиана прямоугольного треугольника, опущенная из вершины прямого угла на гипотенузу, равна половине длины гипотенузы.